# Drużyłowski
Drużyłowski – polski herb szlachecki, według Juliusza Karola Ostrowskiego odmiana herbu Leliwa.

## Opis herbu
Opis z wykorzystaniem zasad blazonowania, zaproponowanych przez Alfreda Znamierowskiego:
W polu barwy niewiadomej nad półksiężycem dwa jelce ukośnie skrzyżowane. Klejnot: Nad hełmem w koronie trzy pióra strusie.

## Najwcześniejsze wzmianki
Podług Ostrowskiego herb nieznanego pochodzenia, znany w brześciańskim w XVII stuleciu. Wzmiankowany jeszcze tylko przez Starykoń-Kasprzyckiego. Boniecki wspomina Andrzeja i Gabryela Drużyłowskich, którzy z województwem brzeskim litewskim podpisali elekcję Augusta II (nie pisze jednak jakiego używali oni herbu).

## Herbowni
Jedna rodzina herbownych (herb własny):
Drużyłowski.